# Communauté d'intérêt
 (décembre 2018).
Si vous disposez d'ouvrages ou d'articles de référence ou si vous connaissez des sites web de qualité traitant du thème abordé ici, merci de compléter l'article en donnant les références utiles à sa vérifiabilité et en les liant à la section « Notes et références ».
Une communauté d'intérêt est un groupe composé d'individus qui partagent soit une identité, soit des expériences et des préoccupations. Elle se compose de personnes qui sont personnellement touchées par un problème commun, soit directement, soit dans leur entourage. L'appartenance à une communauté de ce type les aide à comprendre, interpréter leur condition et à chercher des solutions aux problèmes qu'ils peuvent rencontrer.
La communauté d'intérêt n'est pas de même nature que la communauté de pratique.

## Historique
On peut considérer que Les communautés de métiers du Moyen Âge et de l'époque moderne étaient déjà des communautés d'intérêt. Elles veillaient non seulement à la défense des intérêts de leurs membres, mais avaient également un pouvoir de réglementation strict en matière d'organisation du travail, de la production, et de la commercialisation.

## Traduction
Le terme « communauté d'intérêts » est une traduction littérale de l'anglais community of interest. Cette traduction hâtive induit un glissement conceptuel car en français, le mot « communauté » ne désigne pas le même concept et ne recouvre pas la même réalité que l'anglais community dans les pays anglophones.
Au Royaume-Uni par exemple, les parents d’élèves d’une même école se perçoivent comme une community. En France, en revanche, les parents d’élèves d’une même école ne se désignent pas comme une communauté car ils ne se perçoivent pas comme un groupe doté de caractéristiques communes au point de constituer une communauté. On parle à la rigueur de « groupe », ou lorsque des statuts juridiques existent, d'« association ».

## Origine
La notion de communauté d'intérêt a été introduite par Joseph Carl Robnett Licklider et Robert Taylor dans un article intitulé The Computer as a Communications Device qui préfigure l'internet d'aujourd'hui :
« [These communities] will be communities not of common location, but of common interest. In each field, the overall community of interest will be large enough to support a comprehensive system of field-oriented programs and data. » (IBID., p. *38)

## Description
Les personnes d'une communauté d'intérêt échangent des idées sur une même passion, tout en s'intéressant peu aux autres en dehors de ce domaine. La participation à une communauté d'intérêt peut être contraignante ou divertissante et créer une communauté ‘étroite’ où les gens reviennent fréquemment et restent pour de longues périodes.
On peut trouver des communautés d'intérêt par exemple sur le football, les amateurs de musique sur MP3, les petites et moyennes entreprises…
Les communautés d'intérêt doivent disposer d'un vocabulaire partagé pour l'information échangée. Elles jouent un rôle important dans la dissémination de l'information.
Les communautés d'intérêt ne sont pas nécessairement liées à une zone géographique.
Les personnes ou organismes qui ont des intérêts en commun avec une entreprise ou une administration sont appelées des parties prenantes (stakeholders).
La communauté d'intérêt en ligne s'oppose à la proximité de la communauté géographique. L'intérêt partagé crée le lien commun à distance. Les communautés d'intérêt sur internet sont caractéristiques d'une nouvelle forme de sociabilité .

## Exemples

### Union européenne
La directive Inspire de l'Union européenne sur l'utilisation des données publiques a donné lieu à une communauté d'intérêt : Spatial Data Interest Community (SDIC).

### États-Unis
La notion de communauté d'intérêt est l'un des trois éléments clés de la stratégie données en réseau-centré (Network-centric data strategy, NCDS) du département de la Défense des États-Unis, et est employée dans le cadre d'architecture DoDAF pour définir des données à partager.
On trouve les communautés suivantes :
- Global Force Management (GFM) Data Initiative (DI)[4] ;
- Global Force Management – Air Force (GFM-AF),

etc.

### Royaume-Uni
La notion de communauté d'intérêt est également employée dans le cadre d'architecture MODAF du Royaume-Uni, qui identifie six communautés d'intérêt :
- Concepts et doctrine ;
- Communauté logistique (sustainment deskbook) ;
- Acquisition ;
- Integrated Product Team (IPT) ;
- Customer 1 ;
- Customer 2.

Le 15 janvier 2021, MODAF a été remplacé par le NATO Architecture Framework V4 de l'OTAN.

### OTAN
Le cadre d'architecture de l'OTAN comprend également des communautés d'intérêt (une dizaine).

## Autres types de communautés en rapport avec cette notion
Les communautés d'intérêt peuvent avoir des points communs ou des relations avec :
- les communautés d'action
- les communautés de circonstance
- les communautés de position
- les communautés de pratique
- les communautés d'apprentissage
- les communautés d'objectif.